# 甘草
甘草（學名：Glycyrrhiza uralensis），又名乌拉尔甘草、生草、生甘草、粉草、粉甘草、灸草、國老、甜草根，是多年生草本植物，屬豆科。

## 形态

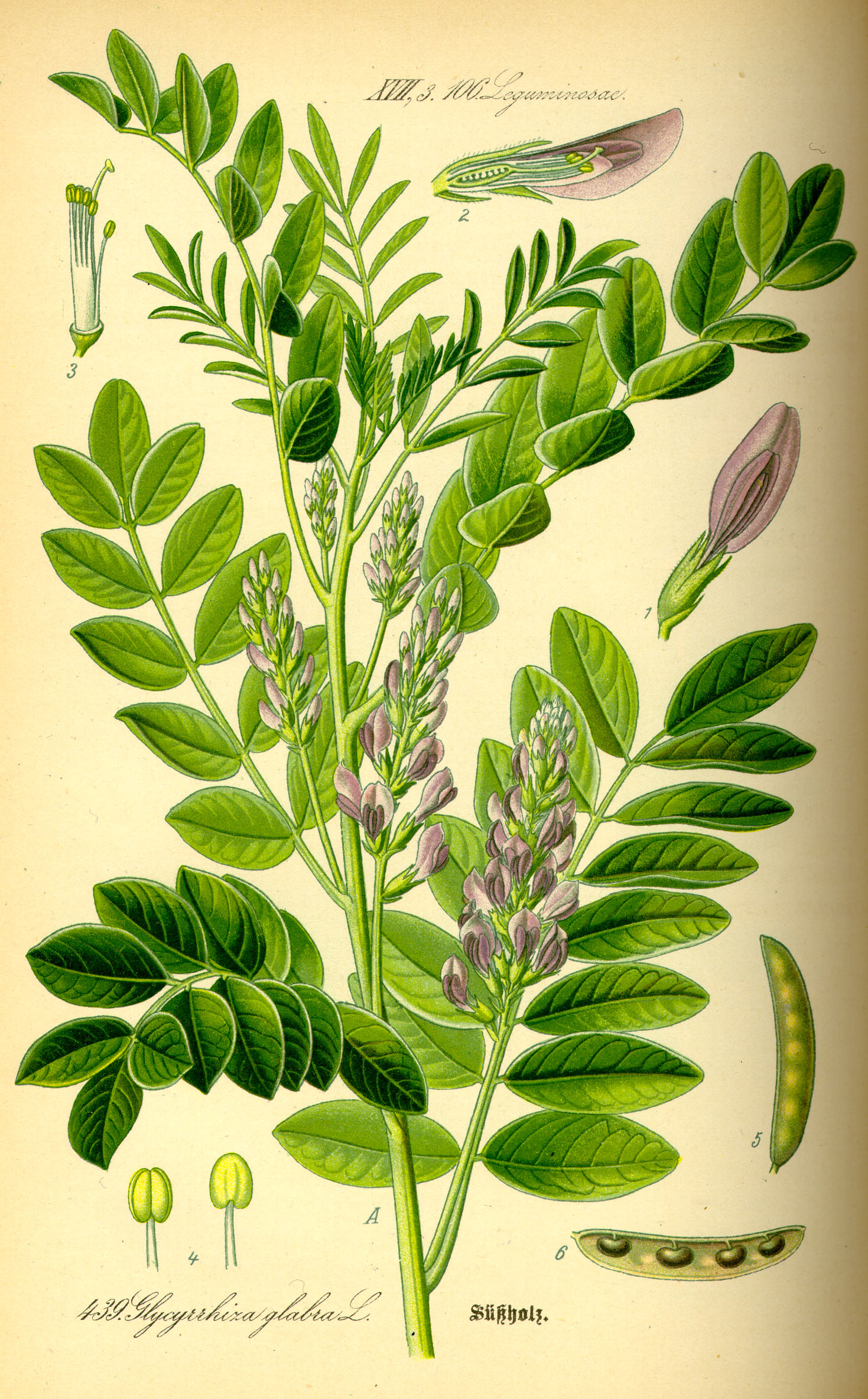
光果甘草

甘草是多年生草本植物，高30～70厘米，莖直立，根呈圓柱狀，直徑有3-4公分，巨大的則有5-6公分，高一米多，最長者達3-4米。单数羽状复叶；夏季开紫色蝶状花，总状花序腋生，花密集，长5～12厘米，长1.5～2.2厘米。荚果线状长圆形，宽0.6～0.8厘米，弯曲成镰刀状或环状，有褐色腺状刺。

## 分布
甘草分布于中国大陸华北、东北、西北、內蒙古，主要生長於乾旱的荒漠草原裡。

## 药用
甘草的乾燥根及地下根狀莖，在中医学中被臨床運用於滋潤緩和，中和烈藥，解毒、鎮痛、解痙、矯味、鎮咳袪痰等。也可以用于慢性咽喉炎的辅助治疗。在方劑中常作為佐使藥。
甘草是一种传统的中药材，用途广泛，有“十方九草”之说。它的名称很多。《神农本草经》列为上品，五世纪名医陶弘景称之为“国老”和“众药之王”。维吾尔语称“曲曲不牙”即甜棍之意。
中医学认为甘草性平，味甘，有解毒、祛痰、止痛、解痙以至抗癌等藥理作用。在中醫上，甘草補脾益氣，滋咳潤肺，緩急解毒，調和百藥。臨床應用分「生用」與「蜜炙」（炙甘草）之別。生用主治咽喉腫痛，痛疽瘡瘍，胃腸道潰瘍以及解藥毒、食物中毒等；蜜炙主治脾胃功能減退，大便溏薄，乏力發熱以及咳嗽、心悸等。甘草也是人丹的主要原料之一。

### 成分

甘草素化學式

甘草甙化學式

甘草甜素（glycyrrhizin）、甘草酸（glycyrrhinic acid）、甘草次酸（glycyrrhetic acid，glycyrrhetinic acid）、甘草黄甙（甘草甙，liquiritin）、甘草素（liquiritigenin）、甘草苦甙（glycyamarin）、异甘草黄甙（iso-liquiritin）、二羟基甘草次酸（dihydroxyglycyrrhetic acid，即grabric acid）、甘草西定（licoricidin）、甘草醇（glycyrol）、5-0-甲基甘草醇（5-0-methyl glycerol）、异甘草醇（iso-glycyrol）

### 毒副作用
长期或大剂量服用甘草可引起“假性醛固酮增多症”、水肿、高血压、心律失常、心肌损伤、肌肉无力。有临床报道，长期超剂量口服複方甘草片导致过敏性休克、药疹、低血钾、过敏性喉头水肿、成年男子阴茎缩小、阴毛脱落、睾丸萎缩至蚕豆大小、婴儿急性呼吸衰竭、新生儿中毒。這很可能是因為甘草本身含有一種異黃酮類的植物雌激素，會影響身體的內分泌系統，令精液內的睪丸酮水平下降，不過具體影響身體的份量有多少並不清楚。然而，在傳統中醫藥裡，甘草亦有用於減低男性的性衝動。

### 作为中药甘草的同属植物

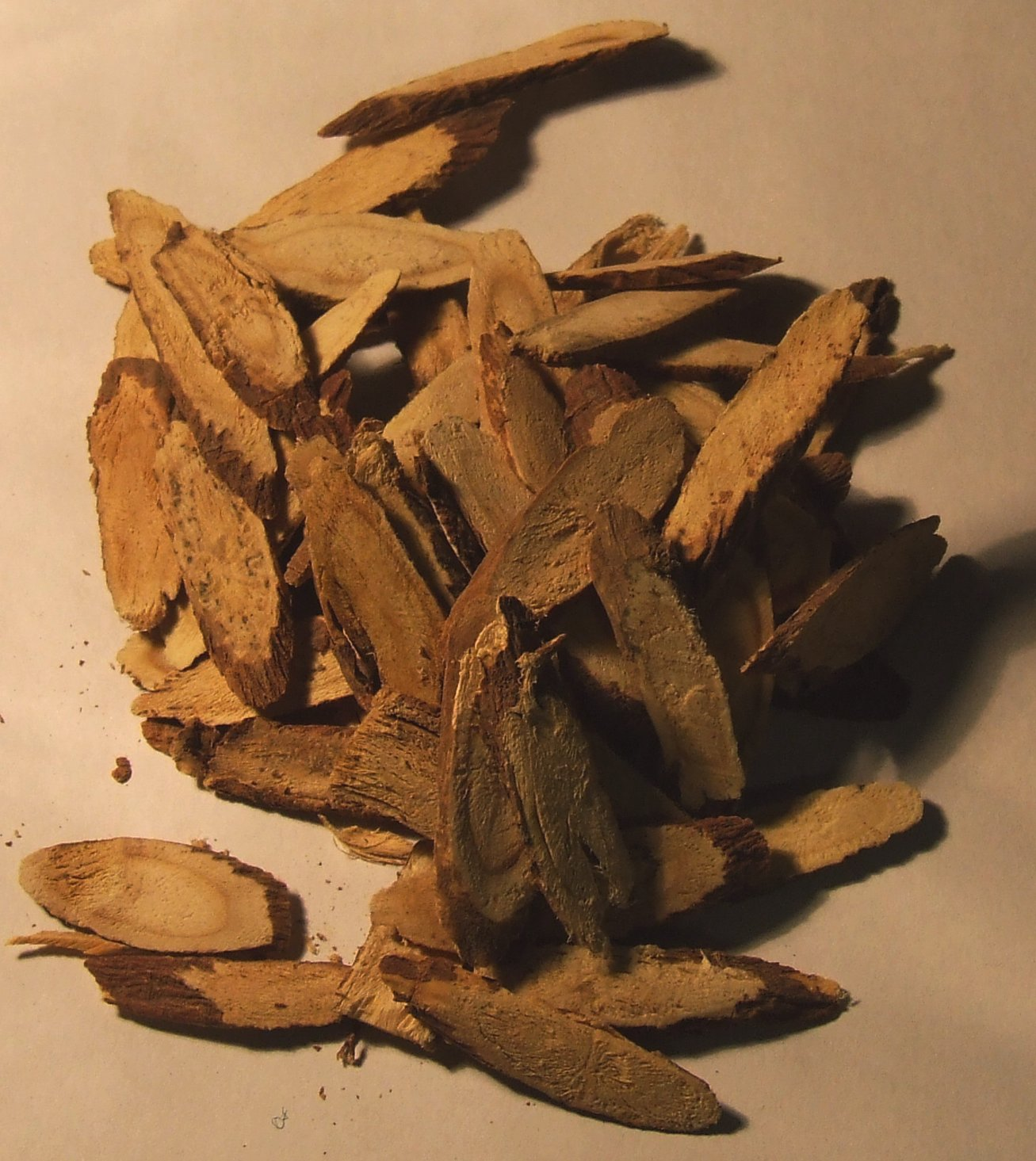
光果甘草藥材

- 光果甘草 Glycyrrhiza glabra L.，分布于新疆。根成分与甘草相似。
- 胀果甘草 Glycyrrhiza inflata Batal.，根在当地与甘草及光甘草均作甘草入药。分布于新疆及甘肃西北部。
- 黄甘草 Glycyrrhiza kanscensis Chang et Pang, mss.，分布于甘肃及新疆。质地较甘草稍次。

## 其他用途
甘草還廣泛應用於食品工業，精製糖果（如咸甘草糖等）、蜜餞和口香糖。甘草浸膏是製造巧克力的乳化劑，還能增加啤酒的酒味及香味，提高黑啤酒的稠度和色澤，製作某些軟性飲料和甜酒；香煙矯味。在化工、印染工業中，甘草也廣有用途。

## 异名
甘草首见于《本经》，又名美草、密甘（《本经》），蜜草（《名医别录》），国老（陶弘景），灵通（《记事珠》）等，在内蒙古中部又称甜草苗。

## 內部連結
- 傷寒雜病論
- 醫宗金鑒

## 延伸阅读
[在维基数据编辑]
 《欽定古今圖書集成·博物彙編·草木典·甘草部》，出自陈梦雷《古今圖書集成》